# مفارقة سمبسون

مفارقة سيمبسون للبيانات الكمية: اتجاه إيجابي (،) يظهر لمجموعتين منفصلتين، في حين أن الاتجاه السلبي يظهرعندما يتم جمع المجموعات.
يشير التصور البديل لمفارقة سيمبسون حول البيانات التي تشبه تقلبات العالم الحقيقي إلى أن خطر إساءة تقدير العلاقة الحقيقية قد يكون من الصعب بالفعل اكتشافه

مفارقة سيمبسون ويشار إليها أيضًا باسم انعكاس سيمبسون، أو تأثير ياول-سيمبسون، أو مفارقة الاندماج، أو مفارقة الانعكاس. هي ظاهرة في الاحتمالات والإحصاءات، يظهر فيها اتجاه في عدة مجموعات مختلفة من البيانات ولكنه يختفي أو ينعكس عندما يتم دمج هذه المجموعات. غالبًا ما تُصادف هذه النتيجة في إحصاءات العلوم الاجتماعية والعلوم الطبية    وتكون إشكالية بشكل خاص عندما يتم إعطاء بيانات التكرار تفسيرات سببية لا داعي لها. يمكن حل المفارقة عند معالجة العلاقات السببية بشكل مناسب في النمذجة الإحصائية.
تم استخدام مفارقة سيمبسون كمثال مثالي للتوضيح للجمهور غير المتخصص أو العام النتائج المضللة التي يمكن أن تولدها الإحصائيات الخاطئة. كتب مارتن غاردنر رواية شائعة لمفارقة سيمبسون في عمود الألعاب الرياضية في مجلة ساينتفك أمريكان في مارس عام 1976.
كان إدوارد إتش سيمبسون أول من وصف هذه الظاهرة في ورقة فنية عام 1951،  لكن الإحصائيين كارل بيرسون في عام 1899،  وأودني يول في عام 1903،  ذكروا آثارًا مماثلة في وقت سابق. قدم كولين آر بليث اسم مفارقة سمبسون في عام 1972.

## أمثلة

### التحيز الجنسي لجامعة كاليفورنيا في بركلي
واحدة من أشهر الأمثلة على مفارقة سيمبسون هي دراسة التحيز بين الجنسين بين المتقدمين للدراسات العليا في جامعة كاليفورنيا، بركلي. حيث أظهرت أرقام القبول لخريف عام 1973 أن الرجال المتقدمين كانوا أكثر قبولاً من النساء، وكان الفرق كبيرًا لدرجة أنه من غير المحتمل أن يكون بسبب الصدفة.
|           | رجال      | رجال      | نساء      | نساء |
| المتقدمين | المقبولين | المتقدمات | المقبولات |      |
| --------- | --------- | --------- | --------- | ---- |
| المجموع   | 8442      | 44٪       | 4321      | 35٪  |

ومع ذلك، عند فحص الأقسام الفردية، بدا أن ست من أصل 85 إدارة كانت متحيزة بشكل كبير ضد الرجال، في حين كانت أربع إدارات متحيزة بشكل كبير ضد النساء. في الواقع، أظهرت البيانات المجمعة والمصححة «تحيزًا صغيرًا ولكن مهمًا إحصائيًا لصالح النساء».  البيانات من أكبر ست إدارات مدرجة أدناه، أعلى قسمين حسب عدد المتقدمين لكل جنس مائل.
| القسم | رجال      | رجال      | نساء      | نساء      |
| القسم | المتقدمين | المقبولين | المتقدمات | المقبولات |
| ----- | --------- | --------- | --------- | --------- |
| أ     | 825       | 62٪       | 108       | 82٪       |
| ب     | 560       | 63٪       | 25        | 68٪       |
| ج     | 325       | 37٪       | 593       | 34٪       |
| د     | 417       | 33٪       | 375       | 35٪       |
| هـ    | 191       | 28٪       | 393       | 24٪       |
| و     | 373       | 6٪        | 341       | 7٪        |

ورقة البحث التي كتبها بيكل وآخرون.  خلصت إلى أن النساء يميلون إلى التقدم إلى الإدارات التنافسية ذات معدلات القبول المنخفضة حتى بين المتقدمين المؤهلين (كما هو الحال في قسم اللغة الإنجليزية)، بينما يميل الرجال إلى التقدم إلى الإدارات الأقل تنافسية مع معدلات قبول عالية بين المتقدمين المؤهلين (مثل الهندسة والكيمياء).

### علاج حصوات الكلى
هذا مثال واقعي من دراسة طبية  تقارن بين معدلات النجاح لعلاجين لحصوات الكلى.
يوضح الجدول أدناه معدلات النجاح للعلاجات التي تشمل حصوات الكلى الصغيرة والكبيرة، حيث يشمل العلاج أ جميع العمليات الجراحية المفتوحة والعلاج ب هو بضع حصاة الكلى عن طريق الجلد (التي تنطوي على ثقب صغير فقط). تشير الأرقام بين قوسين إلى عدد حالات النجاح على الحجم الإجمالي للمجموعة.
|                 | العلاج أ              | العلاج ب               |
| --------------- | --------------------- | ---------------------- |
| الحصوات الصغيرة | مجموعة 1 93٪ (81/87)  | مجموعة 2 87٪ (234/270) |
| الحصوات الكبيرة | مجموعة3 73٪ (192/263) | مجموعة 4 69٪ (55/80)   |
| كلاهما          | 78٪ (273/350)         | 83٪ (289/350)          |

تمثيل متجه يشير فيه ميل كل متجه إلى معدل نجاحه

الاستنتاج المتناقض هو أن العلاج أ يكون أكثر فعالية عند استخدامه على الحصوات الصغيرة، وكذلك عند استخدامه على الحصوات الكبيرة، ولكن العلاج ب يكون أكثر فعالية عند النظر في كلا الحجمين في نفس الوقت. في هذا المثال، المتغير «الكامن» (أو المتغير المربك) هو شدة الحالة (ممثلة في اتجاه قرار العلاج من قبل الأطباء بتفضيل ب في الحالات الأقل شدة)، والتي لم تكن معروفة في السابق بأنها مهمة حتى تم تضمين آثارها.
يتم تحديد العلاج الذي يعتبر الأفضل من خلال عدم المساواة بين نسبتين (النجاحات/الإجمالي). يحدث عكس التفاوت بين النسب، مما يخلق مفارقة سمبسون، لأن هناك تأثيران يحدثان معًا:
1. تختلف أحجام المجموعات، التي يتم دمجها عند تجاهل المتغير الكامن، اختلافًا كبيرًا. يميل الأطباء إلى إعطاء الحالات الشديدة (الحصوات الكبيرة) علاجًا أفضل (أ)، والحالات الأخف (الحصوات الصغيرة) العلاج الأدنى (ب). لذلك، تهيمن المجموعتان 3 و 2 على المجموعتين، وليس على المجموعتين الأصغر بكثير 1 و 4.
2. المتغير الكامن له تأثير كبير على النسب؛ أي أن معدل النجاح يتأثر بشدة الحالة أكثر من اختيار العلاج. لذلك، فإن مجموعة المرضى الذين يعانون من حصوات كبيرة باستخدام العلاج أ (المجموعة 3) تكون أسوأ من المجموعة ذات الحصوات الصغيرة (المجموعتان 1 و 2)، حتى لو استخدمت الأخيرة العلاج الأدنى ب (المجموعة 2).

بناءً على هذه الآثار، يُنظر إلى النتيجة المتناقضة على أنها تنشأ من خلال قمع التأثير السببي لشدة الحالة على العلاج الناجح. يمكن إعادة صياغة النتيجة المتناقضة بدقة أكبر على النحو التالي: عندما يتم تطبيق العلاج الأقل فعالية (ب) بشكل متكرر على الحالات الأقل شدة، يمكن أن يبدو أنه علاج أكثر فعالية.

### متوسطات عدد الضربات
مثال شائع على مفارقة سيمبسون ينطوي على متوسطات الضرب للاعبي البيسبول المحترفين. من الممكن أن يكون لدى لاعب واحد معدل ضربات أعلى من لاعب آخر كل عام لعدد من السنوات، ولكن يكون متوسط الضرب أقل طوال كل تلك السنوات. يمكن أن تحدث هذه الظاهرة عندما تكون هناك اختلافات كبيرة في عدد مرات ضربات الكرة بين السنوات. أظهر عالم الرياضيات كين روس  هذا باستخدام متوسط ضربات لاعبي البيسبول، ديريك جيتر وديفيد جاستس، خلال عامي 1995 و 1996:
|             | 1995    | 1995 | 1996    | 1996 | كلاهما  | كلاهما |
| ----------- | ------- | ---- | ------- | ---- | ------- | ------ |
| ديريك جيتر  | 12/48   | 250. | 183/582 | 314. | 195/630 | 310.   |
| ديفيد جاستس | 104/411 | 253. | 45/140  | 321. | 149/551 | 270.   |

في كل من 1995 و 1996، كان لجاستس معدل ضربات أعلى (بخط غامق) من جيتر. ومع ذلك، عندما يتم الجمع بين موسمي البيسبول، يظهر جيتر متوسط ضرب أعلى من جاستس. وفقًا لروس، ستتم ملاحظة هذه الظاهرة مرة واحدة سنويًا بين أزواج اللاعبين المحتملين.

### التفاوت العنصري في عقوبة الإعدام
هذا المثال الواقعي مأخوذ من راديليت. البيانات من عشرين مقاطعة في فلوريدا خلال 1976-1977.
| DefendantVictim | أبيض         | أسود         | كلاهما       |
| --------------- | ------------ | ------------ | ------------ |
| أبيض            | 13٪ (19/151) | 17٪ (11/63)  | 14٪ (30/214) |
| أسود            | 0٪ (0/9)     | 6٪ (6/103)   | 5٪ (6/112)   |
| كلاهما          | 12٪ (19/160) | 10٪ (17/166) |              |

عند تصنيف البيانات حسب جنس الضحية، يبدو أن المتهمين السود أكثر عرضة للحكم عليهم بالإعدام. ومع ذلك، نظرًا لأن معظم الضحايا من البيض، فإن الجرائم ضد الضحايا البيض لديها معدلات أحكام أعلى، ومعظم الجرائم ضد الضحايا البيض تم ارتكابها من قبل المتهمين البيض، تشير البيانات الإجمالية إلى أن المتهمين البيض أكثرعرضة للحكم عليهم بالإعدام.

## تفسير المتجهات

تفسير متجه لمفارقة سمبسون

يمكن أيضًا توضيح مفارقة سيمبسون باستخدام الفضاء المتجهي ثنائي الأبعاد. معدل نجاح {\displaystyle \textstyle {\frac {p}{q}}} (أي النجاحات / المحاولات) يمكن تمثيلها بمتجة {\displaystyle {\overrightarrow {A}}=(q,p)} ، مع ميل {\displaystyle \textstyle {\frac {p}{q}}}. يمثل المتجه الحاد معدل نجاح أكبر. إذا معدلات اثنين {\displaystyle \textstyle {\frac {p_{1}}{q_{1}}}} و {\displaystyle \textstyle {\frac {p_{2}}{q_{2}}}} يتم دمجها، كما في الأمثلة الواردة أعلاه، يمكن تمثيل النتيجة بمجموع المتجهات {\displaystyle (q_{1},p_{1})} و {\displaystyle (q_{2},p_{2})}، والتي وفقًا لقاعدة متوازي الأضلاع هي المتجه {\displaystyle (q_{1}+q_{2},p_{1}+p_{2})} ، مع ميل {\displaystyle \textstyle {\frac {p_{1}+p_{2}}{q_{1}+q_{2}}}} .
تقول مفارقة سيمبسون أنه حتى لو كان متجهاً {\displaystyle {\overrightarrow {L_{1}}}} (باللون البرتقالي في الشكل) لديه ميل أصغر من متجة آخر {\displaystyle {\overrightarrow {B_{1}}}} (باللون الأزرق)، و {\displaystyle {\overrightarrow {L_{2}}}} لديه ميل أصغر من {\displaystyle {\overrightarrow {B_{2}}}} مجموع المتجهين {\displaystyle {\overrightarrow {L_{1}}}+{\overrightarrow {L_{2}}}} من المحتمل أن يكون هناك ميل أكبر من مجموع المتجهين {\displaystyle {\overrightarrow {B_{1}}}+{\overrightarrow {B_{2}}}} ، كما هو موضح في المثال. ولكي يحدث هذا، يجب أن يكون لأحد المتجهات البرتقالية ميل أكبر من أحد المتجهات الزرقاء (هنا {\displaystyle {\overrightarrow {L_{2}}}} & {\displaystyle {\overrightarrow {B_{1}}}})، وستكون هذه بشكل عام أطول من المتجهات المشتركة البديلة وبالتالي تهيمن على المقارنة الإجمالية.

## العلاقة بين المتغيرات
يمكن أن تنشأ مفارقة سيمبسون أيضًا في الارتباطات، حيث يبدو أن متغيرين لهما (على سبيل المثال) ارتباط إيجابي تجاه بعضهما البعض، في حين أنهما في الواقع لديهم علاقة سلبية. برمان  أعط مثالا من الاقتصاد، حيث تشير مجموعة البيانات إلى أن الطلب الإجمالي مرتبط بشكل إيجابي بالسعر (أي أن الأسعار المرتفعة تؤدي إلى المزيد من الطلب)، في تناقض مع التوقعات. يكشف التحليل أن الوقت هو المتغير المربك: إن رسم كل من السعر والطلب مقابل الوقت يكشف عن الارتباط السلبي المتوقع على مدار فترات مختلفة، والذي ينعكس بعد ذلك ليصبح إيجابيًا إذا تم تجاهل تأثير الوقت بمجرد تخطيط الطلب مقابل السعر.

## الآثار المترتبة على صنع القرار
الأهمية العملية لمفارقة سيمبسون في حالات صنع القرار حيث تطرح المعضلة التالية: ما هي البيانات التي يجب أن نستشيرها عندما نتصرف، مجمع أو مقسم؟ في مثال حصوات الكلى أعلاه، من الواضح أنه إذا تم تشخيص المرء بـ «الحصوات الصغيرة» أو «الحصوات الكبيرة» فيجب استشارة البيانات الخاصة بالسكان الفرعيين المعنيين والعلاج أ يفضل للعلاج ب. ولكن ماذا لو لم يتم تشخيص المريض، وحجم الحصوة غير معروف؛ هل سيكون من المناسب استشارة البيانات المجمعة وإدارة العلاج ب؟ وهذا من شأنه أن يتعارض مع الفطرة السليمة؛ يجب أيضًا تفضيل العلاج المفضل في ظل حالة واحدة وتحت نفيه عندما تكون الحالة غير معروفة.
من ناحية أخرى، إذا كانت البيانات المقسمة يفضل أن يكون بداهة، ما يمنع أحد من تقسيم البيانات إلى فئات فرعية تعسفية (ويقول على أساس لون العين أو الألم بعد العلاج) التي شيدت بشكل مصطنع لانتاج الخيارات الخاطئة من العلاجات؟ يُظهر بيرل  أنه في كثير من الحالات، تكون البيانات المجمعة، وليس المقسمة، هي التي تعطي الاختيار الصحيح للعمل. الأسوأ من ذلك، بالنظر إلى نفس الجدول، يجب على المرء في بعض الأحيان اتباع البيانات المقسمة وأحيانًا البيانات المجمعة، اعتمادًا على القصة وراء البيانات، مع كل قصة تملي اختيارها الخاص. يعتبر بيرل أن هذا هو المفارقة الحقيقية وراء انعكاس سيمبسون.
أما لماذا وكيف يجب أن تملي القصة، وليس البيانات، الخيارات، فإن الإجابة هي أن القصة هي التي ترمز العلاقات السببية بين المتغيرات. بمجرد توضيح هذه العلاقات وتمثيلها رسميًا، يمكننا اختبار القسم الذي يعطي الأفضلية في العلاج. على سبيل المثال، إذا قمنا بتمثيل العلاقات السببية في رسم بياني يسمى «مخطط السببية» (انظر شبكات بايزي)، فيمكننا اختبار ما إذا كانت العقد التي تمثل المسارات الهامشية للاعتراض على التقسيم المقترح في الرسم التخطيطي. هذا الاختبار، الذي يسمى «معيار الباب الخلفي»، يقلل مفارقة سيمبسون إلى تمرين في نظرية الرسم البياني.

## علم النفس
يسعى الاهتمام النفسي بمفارقة سمبسون إلى تفسير سبب اعتبار الناس أن الانعكاس على التوقيع مستحيل في البداية، مستاء من فكرة أن العمل المفضل في ظل شرط واحد وتحت نفيه يجب رفضه عندما يكون الشرط غير معروف. السؤال هو من أين يحصل الناس على هذا الحدس القوي، وكيف يتم تشفيره في العقل.
توضح مفارقة سيمبسون أن هذا الحدس لا يمكن اشتقاقه من المنطق الكلاسيكي أو حساب الاحتمالات وحده، وبالتالي دفع الفلاسفة إلى التكهن بأنه مدعوم بمنطق سببي فطري يوجه الناس في التفكير في الإجراءات وعواقبها [بحاجة لمصدر] . إن مبدأ الشيء المؤكد لسافاج  هو مثال لما قد يستتبعه هذا المنطق. يمكن بالفعل الحصول على نسخة مؤهلة من مبدأ الشيء المؤكد لسافاج من حساب بيرل دو-كالكولوس  ويقرأ: "الإجراء A الذي يزيد من احتمال وقوع حدث B في كل مجموعة سكانية C i من C يجب أيضًا أن يزيد من احتمال B في السكان ككل، شريطة أن لا يغير العمل توزيع المجموعات السكانية الفرعية ". هذا يشير إلى أن المعرفة حول الإجراءات والعواقب يتم تخزينها في شكل يشبه شبكة بايزية سببية.

## احتمال
ورقة كتبها بافليديس وبيرلمان تقدم دليلا، وذلك بسبب هاجيكوستاس، أنه في جدول عشوائي 2 × 2 × 2 مع توزيع موحد، سوف يحدث تناقض سمبسون مع احتمال بالضبط 1/60.  تشير دراسة أجراها كوك إلى أن احتمال حدوث مفارقة سيمبسون بشكل عشوائي في نماذج المسار (أي النماذج التي تم إنشاؤها بواسطة تحليل المسار) مع اثنين من المتنبئات ومتغير معياري واحد هو حوالي 12.8 في المائة؛ أعلى بقليل من حدوث واحد لكل 8 نماذج مسار.

## مفارقة سمبسون الثانية
تمت مناقشة مفارقة ثانية لسيمبسون أقل شهرة في بحثه لعام 1951. يمكن أن تحدث عندما لا يلزم العثور على التفسير العقلاني في الجدول المنفصل ولكن قد يتواجد بدلاً من ذلك في الجدول المدمج. أي نوع من البيانات يجب استخدامه يتوقف على الخلفية والعملية التي تؤدي إلى البيانات.
يعطي نورتون وديفاين مثالًا افتراضيًا للمفارقة الثانية.

## فهرس
- ليلى شنيبس وكورالي كولمز، الرياضيات تحت المحاكمة. كيف يتم استخدام الأرقام وإساءة استخدامها في قاعة المحكمة،Basic Books 2013. (ردمك 978-0-465-03292-1) رقم ISBN   978-0-465-03292-1 . (الفصل السادس: «خطأ الرياضيات رقم 6: مفارقة سمبسون. قضية التحيز الجنسي في بيركلي: كشف التمييز»).

## روابط خارجية
- هل كان المصوتون الأكثر ثراء أكثر ترجيحًا للتصويت على ترامب؟ (مفارقة سمبسون) - فيديو يوتيوب يشرح مفارقة سمبسون.
- كيف يمكن للإحصاءات أن تكون مضللة - مارك ليدل - فيديو TED-Ed ودرس.
- موسوعة ستانفورد للفلسفة: " مفارقة سمبسون " - بقلم غاري ماليناس.
- أقدم استخدامات معروفة لبعض كلمات الرياضيات: S
  - للحصول على تاريخ موجز لأصول المفارقة، راجع إدخالات «مفارقة سمبسون» و «ارتباط زائف»
- بيرل ، يهودا، " " فن وعلم السبب والنتيجة. " عرض شرائح ومحاضرة تعليمية.
- بيرل ، يهودا، «مفارقة سمبسون: تشريح» (PDF)
- بيرل ، يهودا، «مبدأ الشيء المؤكد» (PDF)
- مقالات قصيرة ألكسندر بوجومولني في Cut the the knot:
  - " الكسور المتوسطة " .
  - " مفارقة سمبسون " .
- تعامل عمود صحيفة وول ستريت جورنال "The Numbers Guy" في 2 ديسمبر 2009 مع الحالات الأخيرة لمفارقة سمبسون في الأخبار. ولا سيما مفارقة سيمبسون في مقارنة معدلات البطالة في ركود عام 2009 مع ركود عام 1983.
- كيفية حل مفارقة سمبسون؟ سؤال عن إحصائيات موقع سؤال وجواب CrossValidated
- على اللوحة، اللغز الإحصائي: فهم مفارقة سمبسون بقلم آرثر سميث، 20 أغسطس 2010
- Reich، Henry. "Simpson's Paradox". YouTube. MinutePhysics. مؤرشف من الأصل (video) في 2020-07-02. اطلع عليه بتاريخ 2017-10-24.